# Diospage engelkei
Diospage engelkei är en fjärilsart som beskrevs av Rothschild 1909. Diospage engelkei ingår i släktet Diospage och familjen björnspinnare. Inga underarter finns listade i Catalogue of Life.